# Polycentropus carlsoni
Polycentropus carlsoni är en nattsländeart som beskrevs av Morse 1971. Polycentropus carlsoni ingår i släktet Polycentropus och familjen fångstnätnattsländor. Inga underarter finns listade i Catalogue of Life.